# 上海歌剧院

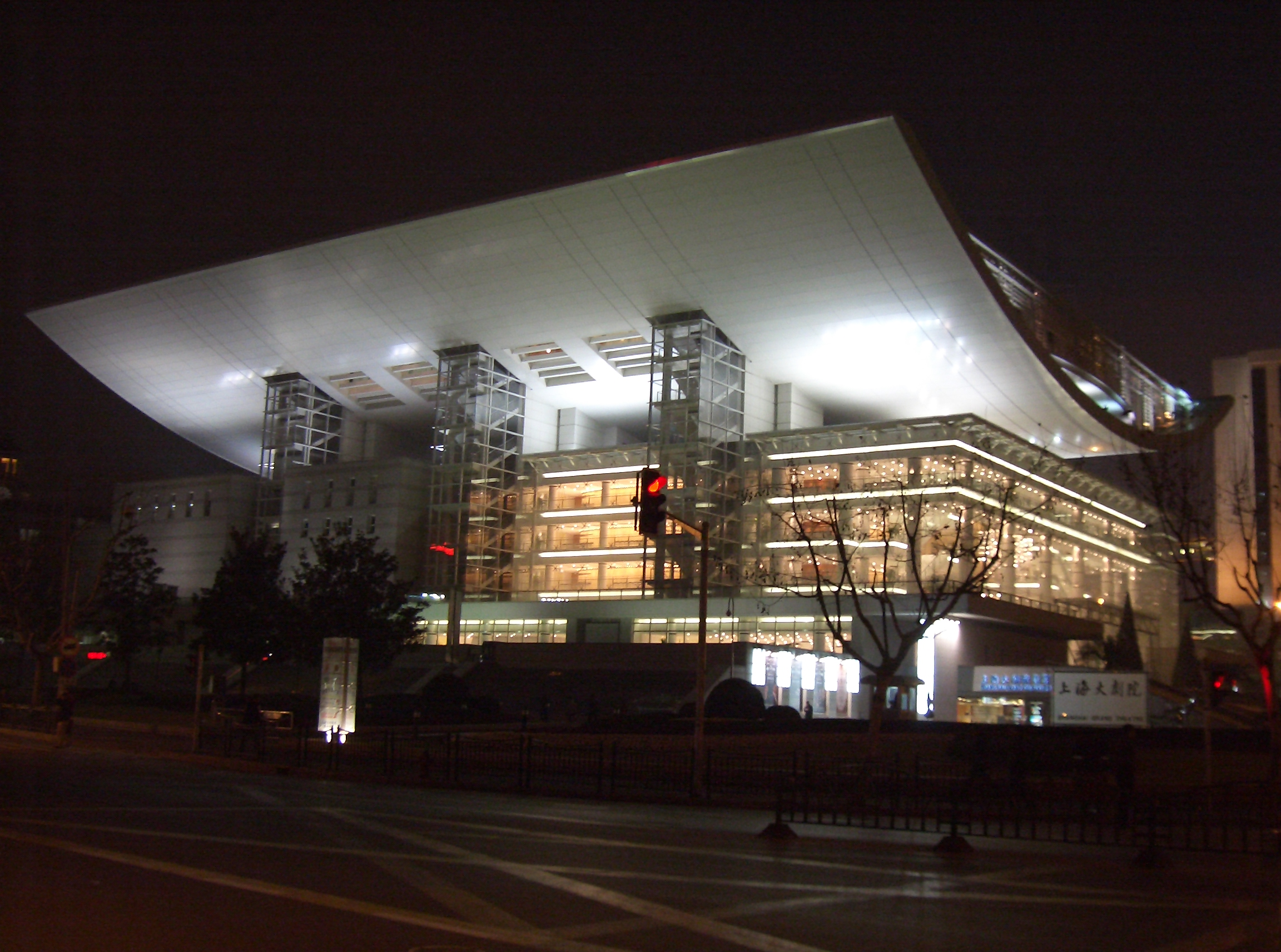
上海大剧院夜景

上海歌剧院是上海大剧院的歌剧团，是中国政府支持倡导下的官方西式歌剧团。

## 历史
上海歌剧院正式成立于1956年，其前身是1935年成立的新安旅行团。它在歌剧、舞剧、音乐剧、合唱、交响乐、舞蹈领域里都有贡献。其原创民族舞剧有《小刀会》、《凤鸣岐山》，原创歌剧有《雷雨》、《楚霸王》、《赌命》、《那时花开》、《燕子之歌》，原创音乐剧有《国之当歌》，原创舞剧有《周璇》、《奔月》等。西方经典歌剧排演过《卡门》、《托斯卡》、《波西米亚人》、《阿蒂拉》、《图兰朵》、《奥赛罗》、《茶花女》、《蝴蝶夫人》、《阿依达》等。
上海歌剧院曾受邀出访过意大利、梵蒂冈、奥地利、芬兰、瑞典、德国、日本、朝鲜、香港、澳门等五大洲三十多个国家和地区，并曾在芬兰萨翁林纳歌剧节、瑞典达尔哈拉艺术节等国际著名艺术节上亮相过。
2016年8月11日至14日，上海歌剧院携带原创歌剧《雷雨》献演英国国家歌剧院驻地伦敦大剧院，连演4场。虽然已经世界各地参加过多次演出，但以商业演出的形式走出国门这还属院史上首次。